# Aurélio Buarque de Holanda
Aurélio Buarque de Holanda Ferreira (Passo de Camaragibe, 3 de maio de 1910 – Rio de Janeiro, 28 de fevereiro de 1989) foi um lexicógrafo, professor, tradutor, ensaísta e crítico literário brasileiro. Foi o autor do Dicionário Aurélio da Língua Portuguesa e membro ("imortal") da Academia Brasileira de Letras.

Aurélio Buarque de Holanda em 1962. Imagemː Fundo Correio da Manhã/Arquivo Nacional.

## Biografia
Nascido em 1910 em Passo de Camaragibe, Alagoas, em 1923 mudou-se para Maceió, capital do estado, onde, aos 14 anos de idade, começou a dar aulas particulares de português. Aos 15, ingressou efetivamente no magistério: foi convidado pelo Ginásio Primeiro de Março a lecionar em seu curso primário. Já naquela época passou a se interessar por língua e literatura portuguesas. Formou-se em direito pela Faculdade de Direito do Recife em 1936. Nesse mesmo ano, tornou-se professor de Língua Portuguesa e Francesa e de Literatura no Colégio Estadual de Alagoas.
Passou a residir no Rio de Janeiro a partir de 1938, e continuou no magistério, como professor de Português e Literatura Brasileira, no Colégio Anglo-Americano em 1939 e 1940; professor de Português no Colégio Pedro II, de 1940 a 1969; e professor de ensino médio do Estado do Rio de Janeiro de 1949 a 1980.
Aurélio Buarque de Holanda também publicou artigos, contos e crônicas na imprensa carioca. De 1939 a 1943 atuou como secretário da Revista do Brasil. Em 1941 deu início a seu trabalho de lexicógrafo, colaborando com o Pequeno Dicionário da Língua Portuguesa. Em 1942 lançou o livro de contos Dois Mundos, que foi premiado dois anos depois pela Academia Brasileira de Letras. No ano seguinte, trabalhou no Dicionário Enciclopédico do Instituto Nacional do Livro. Em 1945 publicou o ensaio Linguagem e Estilo de Eça de Queirós. Nesse ano, participou do I Congresso Brasileiro de Escritores, em São Paulo, e lançou, juntamente com Paulo Rónai, o primeiro dos cinco volumes da coleção Mar de Histórias, uma antologia de contos da literatura universal. Ainda em 1945, casou-se com Marina Baird, com quem teve dois filhos, Aurélio e Marisa Luísa, e cinco netos. Entre 1947 e 1960 produziu textos para a seção O Conto da Semana, do suplemento literário do Diário de Notícias.
A partir de 1950 começou a escrever para a revista Seleções do Reader's Digest, na seção Enriqueça o Seu Vocabulário. Oito anos depois, reuniu todos os artigos que produziu para essa seção, publicando-os em um livro com o mesmo título.
De 1954 a 1955 lecionou Estudos Brasileiros na Universidade Autônoma do México, contratado pelo Ministério das Relações Exteriores.
A preocupação com a língua portuguesa e o amor pelas palavras levaram-no a estudar e pesquisar o idioma durante muitos anos com o objetivo de lançar seu próprio dicionário. Finalmente, em 1975, foi publicado o Novo Dicionário da Língua Portuguesa, conhecido como Dicionário Aurélio ou somente "Aurelião" ou "Aurélio". Em 1977 publicou o Minidicionário da Língua Portuguesa, que também é chamado de "Miniaurélio". Modesto, ele vetou a inclusão, na sua obra, do verbete "Aurélio" como sinônimo de dicionário. Em 1989 lançou o Dicionário Aurélio Infantil da Língua Portuguesa, com ilustrações de Ziraldo. O autor também traduziu várias obras, como Poemas de Amor, de Amaru; Pequenos Poemas em Prosa, de Charles Baudelaire; e os contos para a coleção Mar de Histórias.
Aurélio Buarque de Holanda foi membro da Associação Brasileira de Escritores na seção do Rio de Janeiro (de 1944 a 1949), da Academia Brasileira de Filologia, do Pen Clube do Brasil (centro brasileiro da Associação Internacional dos Escritores), da Comissão Nacional do Folclore, da Academia Alagoana de Letras, do Instituto Histórico e Geográfico de Alagoas e da Hispanic Society of America.
Aurélio Buarque de Holanda tinha ascendentes holandeses dos dois lados da família. Do lado Buarque de Holanda, descende de Arnaud Florentz Boeyens Van Holland e da ascendência da família Wanderley, sobrenome que não herdou, descende de Caspar Von Niehoff Van der Ley. Aurélio era primo de segundo grau de Chico Buarque; sua mãe, Maria Buarque, era sobrinha de Cristovão Buarque de Holanda, portanto prima de Sérgio Buarque de Holanda, que era o pai de Chico Buarque de Holanda.
Em 30 de novembro de 2015, Aurélio foi homenageado nas comemorações do bicentenário de Maceió, com uma estátua feita em bronze situada na orla de Ponta Verde.
Em 14 de maio de 2022, Aurélio foi homenageado pela Prefeitura de Passo de Camaragibe - AL com um monumento no trevo da entrada de sua cidade natal.

## Obras
- Dois Mundos (contos, 1942).

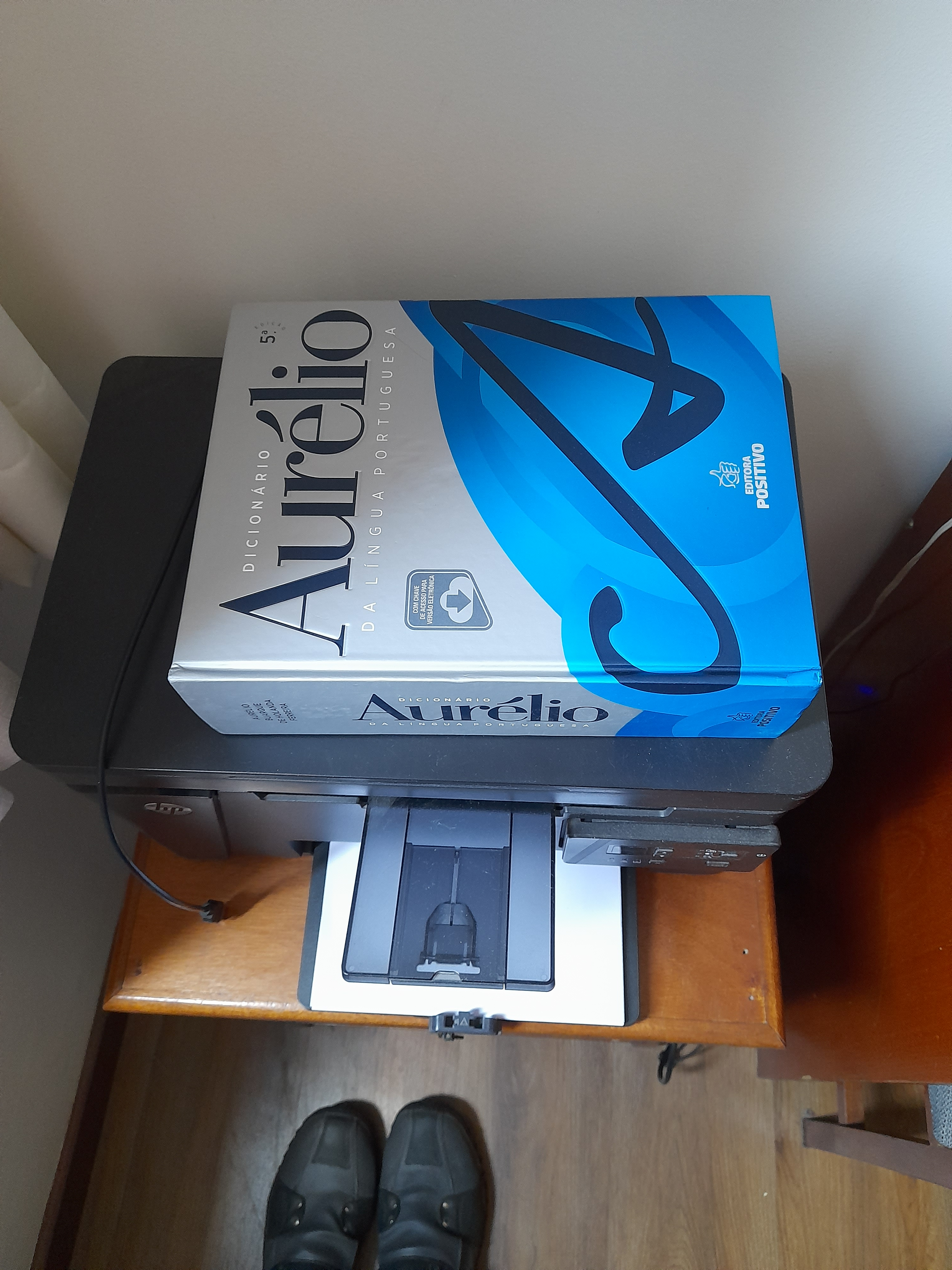
Dicionário Aurélio

- Linguagem e estilo de Eça de Queirós (ensaio), publicado no Livro do Centenário de Eça de Queirós (1945).
- Mar de Histórias [antologia de contos da literatura universal, em colaboração com Paulo Rónai — volume I (1945), volume II (1951), volume III (1958), volume IV (1963) e volume V (1981)].
- Contos Gauchescos e Lendas do Sul (edição comentada do texto de Simões Lopes Neto, 1949).
- O Romance Brasileiro de 1752 a 1930 (1952).
- Roteiro Literário do Brasil e de Portugal (antologia literária da língua portuguesa, em colaboração com Álvaro Lins, 1956).
- Território Lírico (ensaios, 1958).
- Enriqueça o Seu Vocabulário (filologia, 1958).
- Vocabulário Ortográfico Brasileiro (1969).
- O Chapéu de Meu Pai (edição revista e reduzida de Dois Mundos, 1974).
- Novo Dicionário da Língua Portuguesa (1975).
- Minidicionário da Língua Portuguesa (1977).

## Academia Brasileira de Letras

Posse do professor Aurélio Buarque de Holanda na Academia Brasileira de Letras.

Foi eleito como imortal da Academia Brasileira de Letras em 4 de maio de 1961, ocupando a cadeira 30, na sucessão de Antônio Austregésilo Rodrigues de Lima, recebido em 18 de dezembro de 1961 pelo acadêmico Rodrigo Otávio Filho.

## Ligações internas
- Commons
- Wikiquote

- Perfil no sítio da Academia Brasileira de Letras